# نجف قولو خان الأول
نجف قولو خان الأول (حوالي 1696-1748) كان أول خان لخانية تبريز من عام 1747 إلى عام 1784 م.